# Жук Олександр Іванович
Олекса́ндр Іва́нович Жук (7 березня 1954 р., с. Бада Читин. обл., РФ) — фізик. Доктор фізико-математичних наук (1999), професор кафедри теоретичної фізики фізичного факультету Одеського національного університету ім. І. І. Мечникова, лауреат Державної премії України в галузі науки і техніки (2014).

## Біографія
Народився в 1954 році в Читі, колишній СРСР (нині Росія). З вересня 1971 по лютий 1974 рр. навчався в Одеському державному університеті імені І. І. Мечникова (нині — Одеський національний університет ім. І. І. Мечникова). З лютого 1974 по лютий 1977 рр. навчався у Московському інженерно-фізичному інституті (МІФІ), а з травня 1979 по травень 1982 рр. — в аспірантурі Фізичного інституту імені П. М. Лебедєва під керівництвом професора Валерія Павловича Фролова.
Працював молодшим науковим співробітником Астрономічної обсерваторії Одеського університету (1977-1979), молодшим науковим співробітником кафедри теоретичної фізики ОДУ (нині — Одеський національний університет ім. І. І. Мечникова) (1982-1983), старшим науковим співробітником кафедри теоретичної фізики (1984-1992), провідним співробітником (1992-1999), головним науковим співробітником (1999-2006). З 2006 р. — професор кафедри теоретичної фізики ОНУ імені І. І. Мечникова та головний науковий співробітник Астрономічної обсерваторії ОНУ.
Є членом Вченої Ради ОНУ ім. І. І. Мечникова, рецензентом журналів Classical and Quantum Gravity, Int. Journ. Mod. Phys. і Physics of Atomic Nuclei.
Старший науковий співробітник в Міжнародному центрі Абдус Салама Теоретична Фізика, Трієст, Італія (2003—2008, 2009—2014).
Має численні гранти, а це і гранти — DFG (1993—1998), DAAD (1993), Іспанія Sabbatical Грант (IMFF (CSIC)) (2000—2001), гранти ЦЕРН (з 2006 р.) тощо.
Отримав Державну премію України в галузі науки і техніки (2015).

## Наукова діяльність
В область наукових інтересів Олександра Івановича потрапляють моделі багатовимірного Всесвіту, космологічні моделі зі змінною і флуктуючою космологічною константою та проблеми темної енергії.
Наукова група, до якої входив О. Жук, шість років займалася питаннями походження й еволюції Всесвіту, а також загадками темної матерії та енергії. Як результат, вийшло тритомне видання «Будова та еволюція Всесвіту на галактичних та космологічних масштабах, прихована маса і темна енергія: теоретичні моделі та спостережні результати».

## Праці
- Quantum particle creation in the homogeneous isotropic universe from the states described by a density matrix / V. Frolov, A. Zhuk // Theor. Math. Phys. — 1983. — Vol. 55. — P. 216—223.
- Problem of the boundary condition in Quantum Cosmology: simple example / А. Zhuk // Classical and Quantum Gravity. — 1988. — № 5. — P. 1357—1365.
- Wave function of the De Sitter Universe / А. Zhuk // Ukrainian Fiz. Zh. — 1990. — Vol. 35. — P. 7-11
- Dynamical dark energy from extra dimensions. / V. Baukh, A. Zhuk // Kinematics and Physics of Celestial Bodies. — 2009. — № 1. — P. 57-63
- The negative result of gravitational tests for multidimensional Kaluza-Klein models / M. Eingorn, A. Zhuk // Ukr. J. Phys. — 2012. — Vol. 57. — P. 443—456.
- Dark energy and dark matter in the Universe: in three D20 volumes. Editor V. Shulga. — Vol.. 1. Dark Energy: observational evidence and theoretical models. / B. Novosyadlyj, V. Pelykh, Yu. Shtanov, A. Zhuk. — Kiev: Akademperiodyka, 2013. — 380 p.
- Problematic aspects of KaluzaKlein excitations in multidimensional models with Einstein internal spaces / A. Chopovsky, M. Eingorn, A. Zhuk // Physics Letters. B. — 2014. — Vol. 736. — P. 329—332
- Scalar perturbations in cosmological models with quark nuggets / M. Brilenkov, M. Eingorn, L. Jenkovszky, A. Zhuk // The European Physical Journal. — 2014. — № 74. — P. 3011.